# Gái già lắm chiêu V: Những cuộc đời vương giả
Gái già lắm chiêu V: Những cuộc đời vương giả là phim điện ảnh chính kịch của Việt Nam năm 2021 do Namcito và Bảo Nhân đồng đạo diễn. Tác phẩm xoay quanh câu chuyện của 3 chị em Lý Lệ Hà (NSND Lê Khanh), Lý Lệ Hồng (NSND Hồng Vân) và Lý Linh (Kaity Nguyễn). Dòng họ Lý ở trong Bạch Trà viên xa hoa lộng lẫy, với đầy cổ vật có giá trị “gấp mấy lần siêu xe”. Bảo vật của gia tộc này là chiếc Phượng bào “Phượng hoàng tam vĩ” khiến hàng tá người trong giới thượng lưu thèm muốn sở hữu. Một ngày nọ, cô em út Lý Linh bất ngờ trở về nhà với những toan tính riêng, hàng loạt sóng gió đã xảy đến với Lý Gia kéo theo những bí mật khủng khiếp dần được hé lộ.

## Nội dung
Tại biệt thự Bạch Trà Viên ở Huế, có ba chị em nhà họ Lý nổi tiếng giàu có với nghề buôn bán đồ cổ. Chị cả Lý Lệ Hà và em gái Lý Lệ Hồng quán xuyến công việc bán đồ cổ của gia tộc, cũng như bày ra những thủ đoạn tự mua đi bán lại các món đồ cổ giả để trục lợi. Trong khi đó, cô em út Lý Linh sống ở Thành phố Hồ Chí Minh, làm việc cho tập đoàn bất động sản của cha con Lâm Quách. Ở Bạch Trà Viên xưa nay cũng lan truyền một lời nguyền rằng cho đến khi nào vườn bạch trà nở hoa màu đỏ thì chị em nhà họ Lý mới được lấy chồng.  
Trong buổi đấu giá của Lý Lệ Hà, Lý Lệ Hồng suýt để chiếc phượng bào rơi vào tay Lâm Quách nhưng Lệ Hà trở tay kịp, bà trách em gái của mình vì sự bất cẩn. Nửa đêm, Lệ Hà đứng trước phượng bào mê muội với thứ hào quang mà nó toả ra.
Với tham vọng trở thành Phó Tổng giám đốc của tập đoàn, Lý Linh được bạn trai, Quách Gia Huy, con trai Lâm Quách giao nhiệm vụ về Bạch Trà Viên lấy chiếc phượng bào, vốn là báu vật của gia tộc họ Lý, đổi lại họ sẽ cho cô những thứ mà cô hằng ao ước. Trên đường về nhà, xe của Lý Linh bất ngờ tông phải một người đàn ông lạ mặt. Lý Linh trở lại Bạch Trà Viên và được Lệ Hà giao nhiệm vụ đóng giả người mua phượng bào trong đêm hội đấu giá giá tiếp theo. Một buổi tối nọ, khi ba chị em đang ngồi dùng bữa ở vườn bạch trà, có kẻ lẻn vào Bạch Trà Viên khiến ba chị em hoảng loạn. Bà Hà mang chuyện này kể cho ông Vĩnh Nghị, người tình bí mật của bà. Tại đây, ông Vĩnh Nghị tiết lộ người lẻn vào căn biệt thự là con trai ông, Jonathan Vĩnh Thụy. Anh cũng là người đàn ông lạ mặt bị xe của Lý Linh tông phải mấy hôm trước khi đang cố gắng theo dõi cha mình. Trong lúc nói chuyện, bà Hà và ông Nghị cãi nhau. Bà Hà đã thổ lộ ra những đau khổ mà bản thân phải chịu đựng suốt 25 năm qua, bao gồm việc mình phải sống dưới thân phận "kẻ thứ ba phá hoại hạnh phúc người khác" và lời nguyền mà bà dựng nên về vườn bạch trà nở hoa màu đỏ. Hôm sau, Lệ Hà đến nhà thờ thổ lộ những khó khăn với sơ bề trên và nhận được những lời an ủi. Sau đó, bà gặp Lệ Hồng và tiết lộ với cô rằng công việc bà giao cho Lý Linh chỉ là một phép thử.
Đêm hội đấu giá diễn ra với sự có mặt của Quách Gia Huy - bạn trai Lý Linh cùng Jonathan Vĩnh Thụy. Trước khi cuộc đấu giá diễn ra, chiếc phượng bào bất ngờ bị mất. Nhằm tránh để Lý gia bị mất mặt, Lệ Hà giả vờ ngã cầu thang để đuổi quan khách trở về. Lý Linh kiểm tra camera thì phát hiện đêm xảy ra vụ mất cắp, Vĩnh Thụy cũng có mặt ở phòng cất giữ phượng bào. Tuy nhiên, Lệ Hà nhất quyết không cho phép Lý Linh báo công an và cố gắng đuổi cô về Thành phố Hồ Chí Minh. Mặc dù vậy, Lý Linh không về mà quyết định tiếp cận Vĩnh Thụy để lấy lại phượng bào giao cho cha con Gia Huy như kế hoạch đã định. Tuy nhiên, trong quá trình tiếp cận Vĩnh Thụy thì tình cảm của hai người bắt đầu nảy sinh. Cùng thời điểm này, Lệ Hồng đem phượng bào trả lại cho chị mình. Cô tiết lộ việc mình giấu chiếc phượng bào là nhằm ngăn cản kế hoạch của Lý Linh và cha con Lâm Quách. Trong khi đó, từ chỗ Vĩnh Thụy, Lý Linh tình cờ phát hiện ra mối tình vụng trộm của Vĩnh Nghị và Lệ Hà và nguồn gốc thật sự của chiếc phượng bào nên quyết định quay về chất vấn chị mình, đồng thời tỏ ra tức giận vì bị lừa dối quá nhiều trong suốt những năm qua. Ngay sau đó, vợ của Vĩnh Nghị là Thục Lan đến gặp Lệ Hà, nói cho bà biết việc chồng đã quay về bên cạnh mình. Đau khổ vì mối tình 25 năm không có kết quả, Lệ Hà quyết định buông bỏ, bà cởi bỏ lớp trang điểm và cắt trụi mái tóc của mình trước gương.
Lệ Hà tiết lộ cho Lý Linh sự thật rằng cô là con gái của bà, là sản phẩm của mối tình giữa bà và Vĩnh Nghị. Quá sốc trước sự thật này, Lý Linh đến nhà Thục Lan để kiểm chứng và biết được chuyện cô và Vĩnh Thụy không cùng chung huyết thống do anh là con nuôi. Tại đây, Thục Lan tiếp tục cho Lý Linh biết thêm rằng chính bà là người dùng chiếc phượng bào để ép Lệ Hà bỏ cái thai năm xưa. Lý Linh tình cờ phát hiện cô chỉ là những quân cờ trong tay cha con Lâm Quách. Trong lúc đang uống rượu giải sầu với Vĩnh Thụy thì Lệ Hồng bất ngờ tìm đến, báo tin Lệ Hà đã nhảy sông tự vẫn. Trong lá thư tuyệt mệnh, Lệ Hà xin lỗi vì không làm tròn nghĩa vụ của một người mẹ và mong mỏi được nghe Lý Linh gọi hai tiếng "mẹ ơi". Sau một đêm tìm kiếm trong tuyệt vọng, ba người Lý Linh, Vĩnh Thụy và Lệ Hồng cuối cùng cũng tìm được Lệ Hà, lúc bấy giờ đang nương náu tại nhà thờ của sơ bề trên. Phim kết thúc ở cảnh Lý Linh lần đầu tiên cất tiếng gọi Lệ Hà là mẹ, rồi ngay lập tức, cô chạy đến ôm chầm lấy bà.

## Diễn viên
- NSND Lê Khanh vai Lý Lệ Hà
- NSND Hồng Vân vai Lý Lệ Hồng
- Kaity Nguyễn vai Lý Linh
- Khương Lê vai Jonathan Vĩnh Thuỵ
- NSND Hoàng Dũng vai Vĩnh Nghị
- Lê Khánh vai Tôn Nữ Thục Lan
- Huỳnh Kiến An vai ông Khanh
- Anh Dũng vai Quách Gia Huy
- NSƯT Hạnh Thuý vai Mẹ bề trên (Ma sơ Lài)
- Sĩ Nguyễn vai Lâm Quách
- Jun Vũ vai Lý Lệ Hà lúc trẻ
- Trang Hý vai Lý Lệ Hồng lúc trẻ
- Ngọc Trân vai Tôn Nữ Thục Lan lúc trẻ
- TyhD Thùy Dương vai Ma sơ 1
- Cao Thiên Trang vai Ma sơ 2
- Cao Ngân vai Ma sơ 3

## Nhạc phim
Ca khúc Đóa bạch trà được sáng tác và trình bày bởi Bùi Lan Hương.

## Giải thưởng
| Năm  | Giải Thưởng             | Hạng Mục                         | Đề Cử Cho           | Kết Quả       | Chú Thích |
| ---- | ----------------------- | -------------------------------- | ------------------- | ------------- | --------- |
| 2020 | Giải Cánh diều          | Phim truyện điện ảnh             | Gái Già Lắm Chiêu V | Cánh diều bạc | [ 3 ]     |
| 2020 | Giải Cánh diều          | Nữ diễn viên chính xuất sắc      | Kaity Nguyễn        | Đoạt giải     | [ 3 ]     |
| 2020 | Giải Cánh diều          | Đạo diễn xuất sắc                | Nam Cito, Bảo Nhân  | Đoạt giải     | [ 3 ]     |
| 2020 | Giải Cánh diều          | Thiết kế mỹ thuật xuất sắc       |                     | Đoạt giải     | [ 3 ]     |
| 2021 | LHP Việt Nam Lần Thứ 22 | Giải thưởng của ban giám khảo    | Gái Già Lắm Chiêu V | Đoạt giải     |           |
| 2021 | LHP Việt Nam Lần Thứ 22 | Nữ diễn viên chính xuất sắc      | NSND Lê Khanh       | Đoạt giải     |           |
| 2021 | LHP Việt Nam Lần Thứ 22 | Nữ diễn viên chính xuất sắc      | Kaity Nguyễn        | Đề cử         |           |
| 2021 | LHP Việt Nam Lần Thứ 22 | Thiết kế mỹ thuật xuất sắc nhất  | Phạm Hùng           | Đoạt giải     |           |
| 2021 | Ngôi Sao Xanh           | Phim hay nhất                    | Gái Già Lắm Chiêu V | Đề cử         |           |
| 2021 | Ngôi Sao Xanh           | Đạo diễn xuất sắc nhất nhất      | Nam Cito & Bảo Nhân | Đề cử         |           |
| 2021 | Ngôi Sao Xanh           | Nữ diễn viên chính xuất sắc nhất | NSND Lê Khanh       | Đề cử         |           |
| 2021 | Ngôi Sao Xanh           | Nữ diễn viên chính xuất sắc nhất | NSND Hồng Vân       | Đề cử         |           |
| 2021 | Ngôi Sao Xanh           | Nữ diễn viên chính xuất sắc nhất | Kaity Nguyễn        | Đoạt giải     |           |
| 2021 | Ngôi Sao Xanh           | Nữ diễn viên phụ xuất sắc nhất   | Lê Khánh            | Đề cử         |           |
| 2021 | Ngôi Sao Xanh           | Nữ diễn viên được yêu thích nhất | NSND Lê Khanh       | Đề cử         |           |
| 2021 | Ngôi Sao Xanh           | Nữ diễn viên được yêu thích nhất | NSND Hồng Vân       | Đề cử         |           |
| 2021 | Ngôi Sao Xanh           | Nữ diễn viên được yêu thích nhất | Kaity Nguyễn        | Đề cử         |           |
| 2021 | Ngôi Sao Xanh           | Sáng tạo xuất sắc                | Đỗ Mạnh Cường       | Đề cử         |           |
| 2021 | Ngôi Sao Xanh           | Sáng tạo xuất sắc                | Bảo Nam             | Đề cử         |           |
| 2021 | Ngôi Sao Xanh           | Gương mặt triển vọng             | Khương Lê           | Đề cử         |           |